# Brun noddy
Brun noddy (Anous stolidus) är en tropisk vadarfågel i familjen måsfåglar. Den är en kolonihäckare. 

## Utseende
Brun noddy är den största av arterna i släktet Anous, 42 centimeter lång, men likt dessa en mörk tärnliknande fågel med ljusare panna och lång, kilformad stjärt. Den är genomgående brun, med blekare vingtäckare än vingpennor. Näbben är kraftigare, proportionellt kortare och mer nerböjd än både svart noddy och mindre noddy.

## Läten
Lätena är mörka och gnissliga eller sträva, med ett djupt skallrande "garrr" eller ett stigande kväkande "brraak".

## Utbredning och systematik
Brun noddy delas in i fyra underarter med följande utbredning:
- Anous stolidus pileatus – Röda havet, Adenviken och Indiska Oceanen (söderut till norra Madagaskar och Maskarenerna) österut till Australien, Polynesien och Hawaii
- Anous stolidus galapagensis – Galápagosöarna
- Anous stolidus ridgwayi – Revillagigedoöarna utanför västra Mexiko till Isla del Coco utanför Costa Rica
- Anous stolidus stolidus – Västindien, öar i södra Atlanten och från Guineabukten till en koloni utanför Kameruns kust

Arten är en mycket sällsynt gäst i Europa med bara två godkända fynd: i Tyskland 1912 och Azorerna 2008. I augusti 1974 observerades en fågel i Norge som först bestämdes till brun noddy men senare ändrades till obestämd Anous-art.

## Ekologi
Brun noddy är liksom sina släktingar kolonihäckare, vanligtvis på klippor, träd eller buskar. Boet är en plattform gjord av kvistar och grenar. Inför parningen bugar och nickar honan och hanen inför varandra. Hanen ger också honan en nyligen fångad fisk.
Honan lägger endast ett gräddfärgat lila- och kastanjefläckat ägg som ruvas av båda könen ett eller två dygn i taget i 33-36 dagar. När ungen lämnar boet efter sex till sju veckor kan den ibland väga mer än föräldrarna.

## Status och hot
Arten har ett stort utbredningsområde och en stor population med stabil utveckling. Utifrån dessa kriterier kategoriserar IUCN arten som livskraftig (LC). Världspopulationen uppskattas till mellan 1,2 och 2,1 miljoner individer.

## Bilder

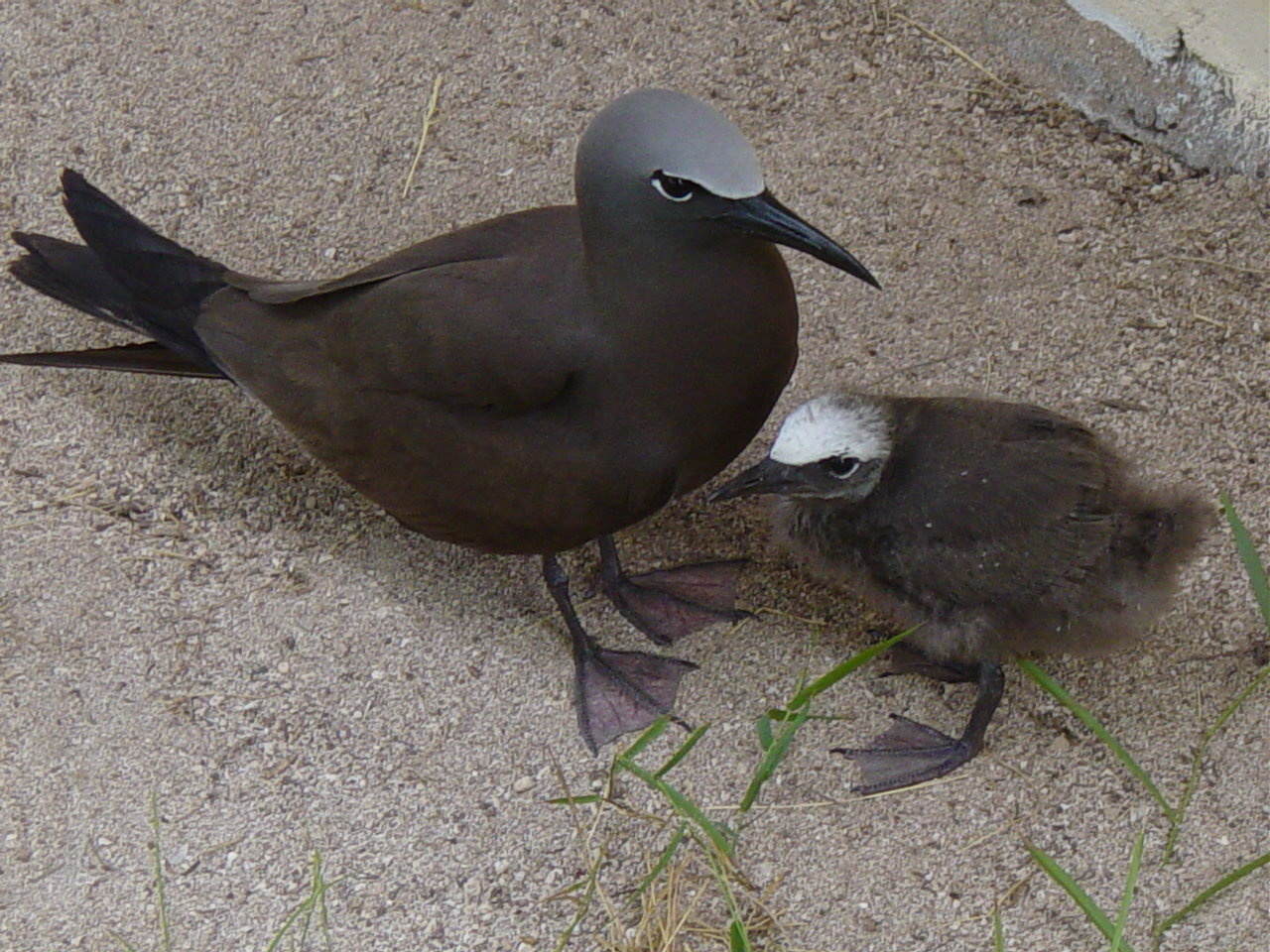
Förälder med unge.
- Video från Lady Elliot Island, Australien
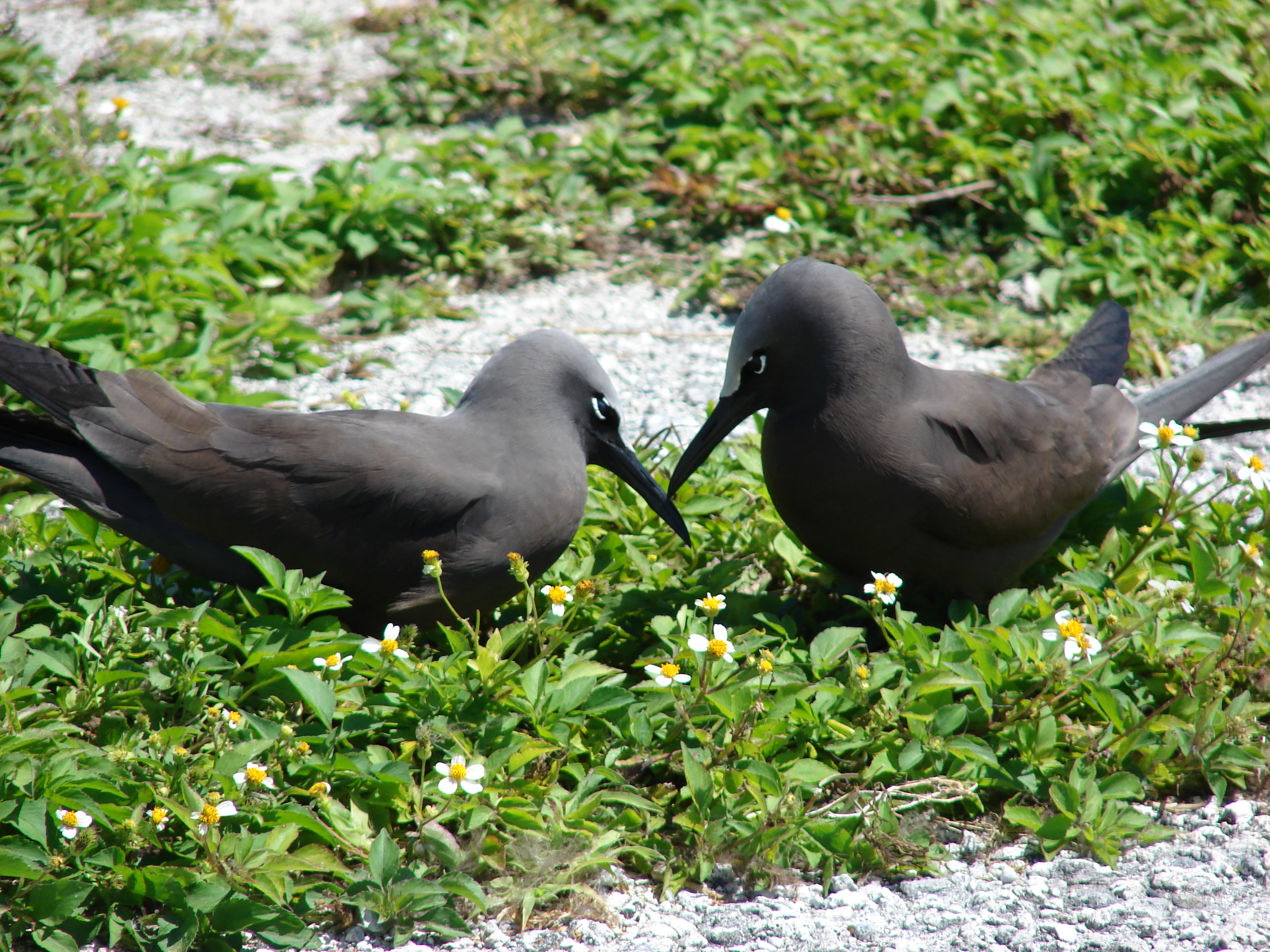
Par i häckningstid på Sand Island i Midwayöarna
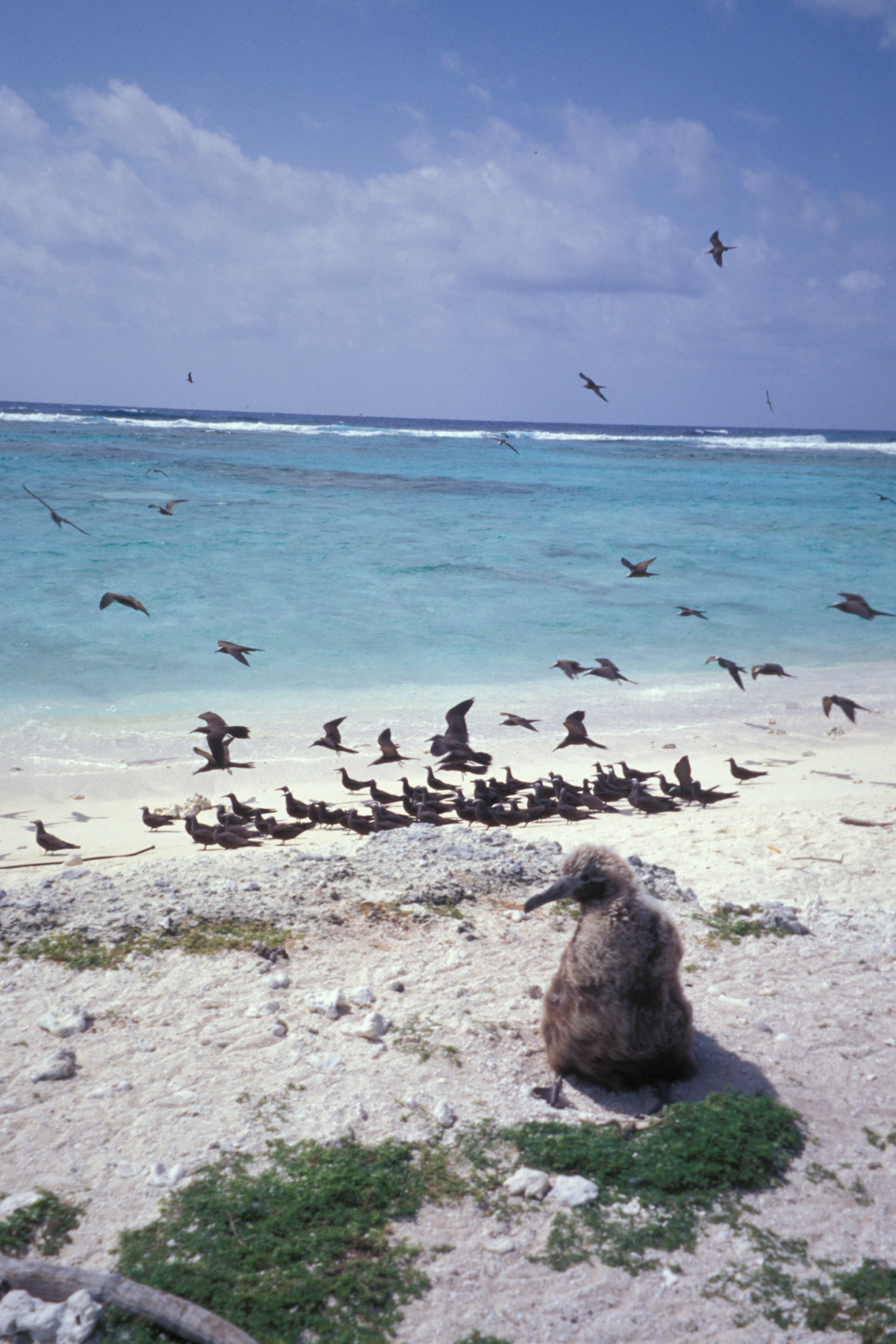
Sand Island i Midwayöarna
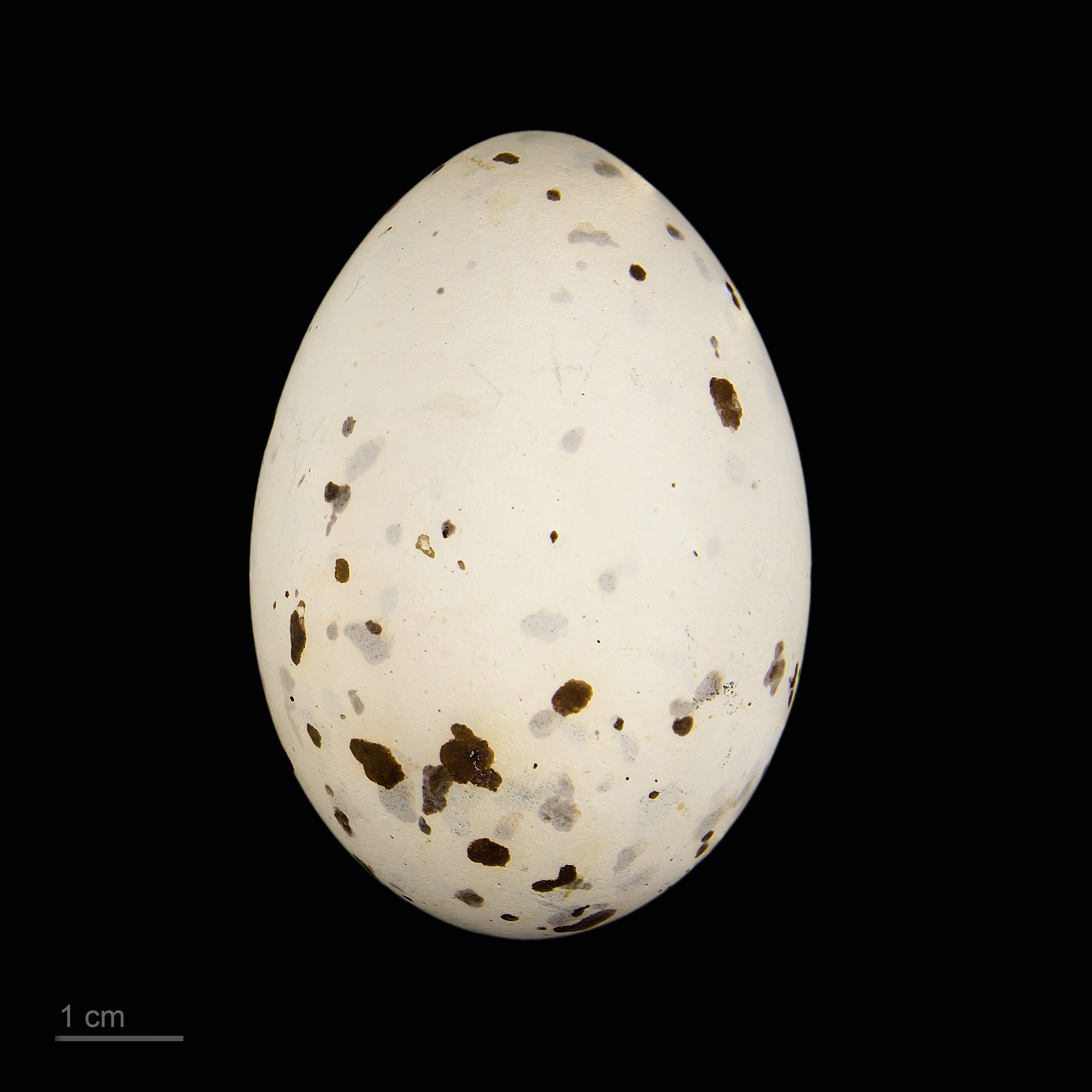
Museum specimen